# Deutsch-Omanische Gesellschaft
Die Deutsch-Omanische Gesellschaft ist ein eingetragener gemeinnütziger Verein zur Förderung der Freundschaft der Menschen in der Bundesrepublik Deutschland und des Sultanats Oman. Sie soll die Beziehungen beider Völker auf kulturellem, wissenschaftlichem und sportlichem Gebiet fördern.

## Entstehung und Aufgaben
Die Gesellschaft wurde am 4. September 1992 durch 30 Persönlichkeiten aus Wirtschaft, Wissenschaft, Politik, Kultur und Diplomatie gegründet. Einer der deutschen Gründungspräsidenten war Ottfried Hennig. Von omanischer Seite wurde die Gründung der Gesellschaft wirkungsvoll vom damaligen Botschafter Shaikh Saud Sulayman al-Nabhani betrieben.
Zu den satzungsmäßigen Zwecken zählen unter anderem die
- Veranstaltung von Seminaren und Konferenzen in beiden Ländern
- Verbreitung von Informationen über die kulturelle und wissenschaftliche Entwicklung in beiden Ländern
- Organisation und Betreuung von wechselseitigen Besuchen
- Veranstaltung von sportlichen Ereignissen (zum Beispiel Fußballturnieren)
- Organisation von Ausstellungen
- Initiierung von deutsch-omanischen Städtepartnerschaften
- Förderung der Zusammenarbeit der Sultan-Qabus-Universität mit deutschen Universitäten[4]
- Errichtung eines omanisch-deutschen Freundeskreises im Sultanat Oman

Der Verein förderte gemeinsam mit dem Deutschen Bergbaumuseum und dem Auswärtigen Amt die Restaurierung der Weltkulturerbestätte in Bat. Er war (Mit-)Organisator diverser Ausstellungen wie „Greetings from Oman“ im Museum für Kommunikation Berlin in Kooperation mit dem Bund Deutscher Philatelisten oder „From Basra to Muscat“ mit Fotografien von Hermann Burchardt in Kooperation mit dem Auswärtigen Amt.
Der Verein wird vom Auswärtigen Amt und von der Konrad-Adenauer-Stiftung als Beispiel für kulturelle Kooperation zwischen Deutschland und Oman dargestellt.
Zu den aktuellen Projekten in den Jahren 2019 und 2020 gehört u. a. ein Künstlerinnenausstausch in Zusammenarbeit mit der Stal Gallery in Muscat, indem die omanischen Künstlerinnen im Residenzprogramm des LIA (Leipzig International Artist Exchange) im Kreativzentrum der Leipziger Baumwollspinnerei arbeiten und leben.

## Organe, Mitglieder und Sitz des Vereins
Der Präsident des Vereins ist seit November 2018 Wolfgang Zimmermann aus Leipzig. Ehrenpräsident der Gesellschaft ist der jeweilige Botschafter des Sultanats Oman in Deutschland.
Ehrenmitglieder des Vereins sind Peter Ramsauer, Bundesminister a. D. und Fred Scholz.
Sitz der Gesellschaft ist Berlin.